# Nikolassee
Nikolassee è un quartiere (Ortsteil) di Berlino, appartenente al distretto (Bezirk) di Steglitz-Zehlendorf.

## Storia
Nel 1901 venne creata la Villenkolonie Nikolassee, e nel 1902 venne ultimata la stazione ferroviaria.
Nel 1910 divenne un comune prussiano indipendente (il territorio apparteneva precedentemente al Gutsbezirk di Düppel).
Il comune rurale di Nikolassee fu annessao nel 1920 alla "Grande Berlino", venendo assegnato al distretto di Zehlendorf.
Fino al 2001 fece parte del distretto di Zehlendorf, poi unitosi con Steglitz.
Nel 2020 parte del territorio di Nikolassee andò a costituire il nuovo quartiere di Schlachtensee.